# BMW M3 (G80)
BMW G80 — шестое поколение BMW M3. Производство автомобиля началось в ноябре 2020 года, а продажи стартовали в марте 2021 года. Одновременно с запуском новой модели с производства была снята предыдущая F80.
По сути, BMW G80 является первым автомобилем серии M3, в котором используется полный привод. Механическая трансмиссия устанавливается только на заднеприводные модели.
Также был представлен универсал BMW M3 Touring. В июле 2022 года автомобиль прошёл рестайлинг.
Вся линейка выглядит следующим образом:
- BMW M3 Limousine (G80) — с кузовом седан (нем. Limousine)), начало выпуска — 2020 год
- BMW M3 Touring (G81) — с кузовом универсал (нем. Touring), начало выпуска — 2022 год
- BMW M4 Coupé (G82)  — с кузовом купе (нем. Coupé), начало выпуска — 2020 год
- BMW M4 Cabriolet (G83) — с кузовом кабриолет (нем. Cabriolet), начало выпуска — 2021 год

## Технические характеристики
| BMW M3 Limousine                | M3                                   | M3 Competition                       | M3 Competition xDrive   | M3 CS                   |
| ------------------------------- | ------------------------------------ | ------------------------------------ | ----------------------- | ----------------------- |
| Годы выпуска                    | с 2020                               | с 2021                               | с 2021                  | 2022-2023               |
| Снаряженная масса , кг          | 1780                                 | 1805                                 | 1855                    | 1765                    |
| Полная масса, кг                | 2210                                 | 2210                                 | 2260                    | 2245                    |
| Грузоподъёмность, кг            | 505                                  | 480                                  | 480                     | 480                     |
| Объём багажника, л              | 480                                  | 480                                  | 480                     | 480                     |
| Двигатель                       | R6, бензиновый, 4 клапана на цилиндр | R6, бензиновый, 4 клапана на цилиндр |                         |                         |
| Рабочий объём, см3              | 2993                                 | 2993                                 | 2993                    | 2993                    |
| Мощность, кВт (л.с.) / об/мин   | 353 (480) / 6250                     | 375 (510) / 6250                     | 375 (510) / 6250        | 405 (550) / 6250        |
| Крутящий момент, Н·м (об/мин)   | 550 (2650—6130)                      | 650 (2750—5500)                      | 650 (2750—5500)         | 650 (2750-5950)         |
| Привод                          | задний                               | задний                               | полный                  | полный                  |
| Трансмиссия                     | 6-ст. МКПП                           | 8-ст. АКПП M Steptronic              | 8-ст. АКПП M Steptronic | 8-ст. АКПП M Steptronic |
| Макс. скорость, км/ч            | 250                                  | 250                                  | 250                     | 302                     |
| Разгон до 100 км/ч, с           | 4,2                                  | 3,9                                  | 3,5                     | 3,4                     |
| Размер шин                      | 275/40 R18 285/35 R19                | 275/40 R18 285/35 R19                | 275/35 R19 285/30 R20   |                         |
| Размер колёсных дисков          | 9,5J x 18 10,5J x 19                 | 9,5J x 18 10,5J x 19                 | 9,5J x 19 10,5J x 20    | 9,5J x 19. 10,5 J x 20  |
| Расход топлива по WLTP, л/100км | 10,0—10,2                            | 9,8                                  | 10,0—10,1               | 10,1-10,4               |
| Выброс CO2 по WLTP, г/км        | 227—231                              | 223—224                              | 228—230                 | 229-234                 |
| Ёмкость бака, л                 | 59                                   | 59                                   | 59                      | 59                      |

## Галерея

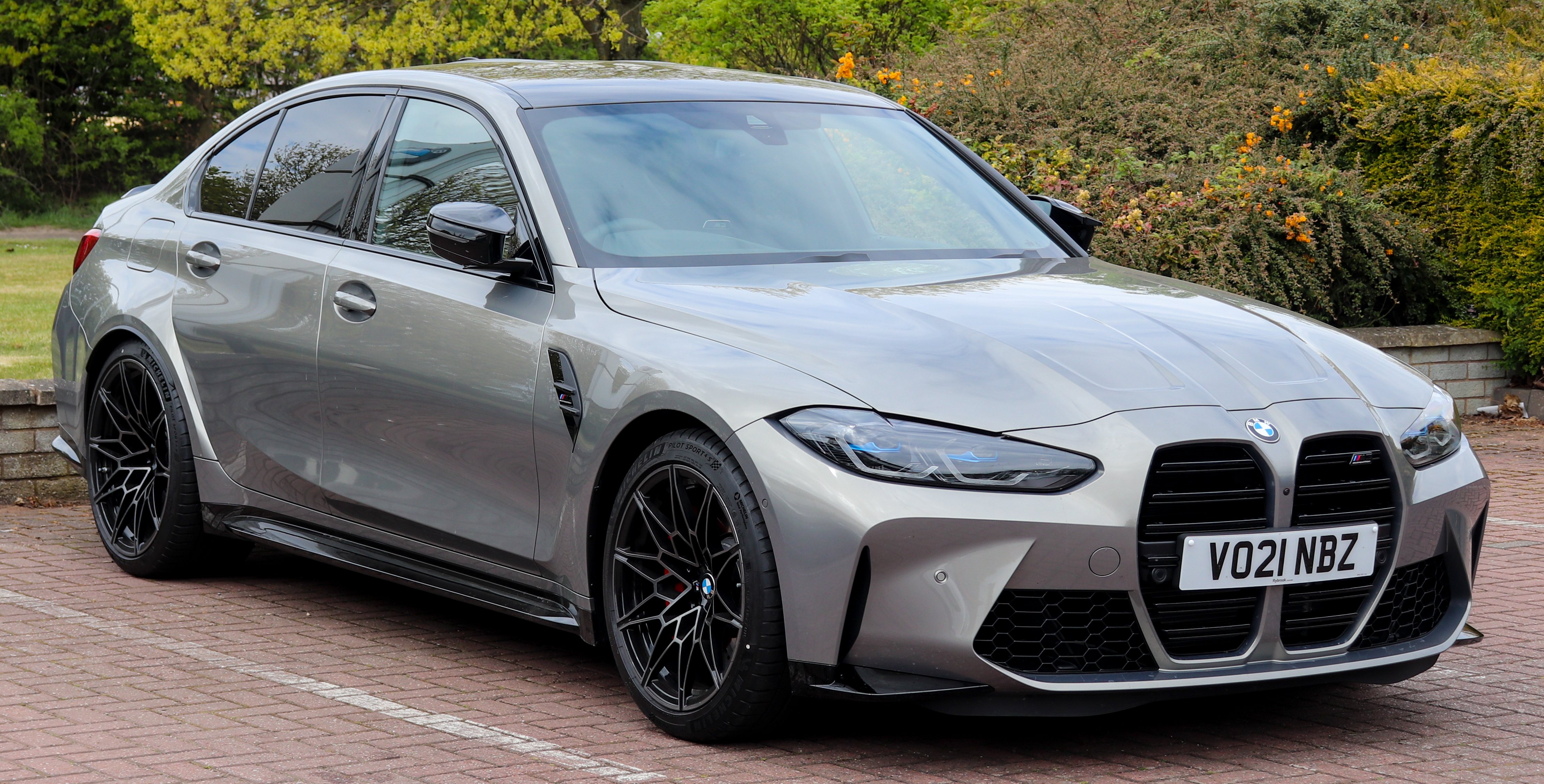
Вид спереди
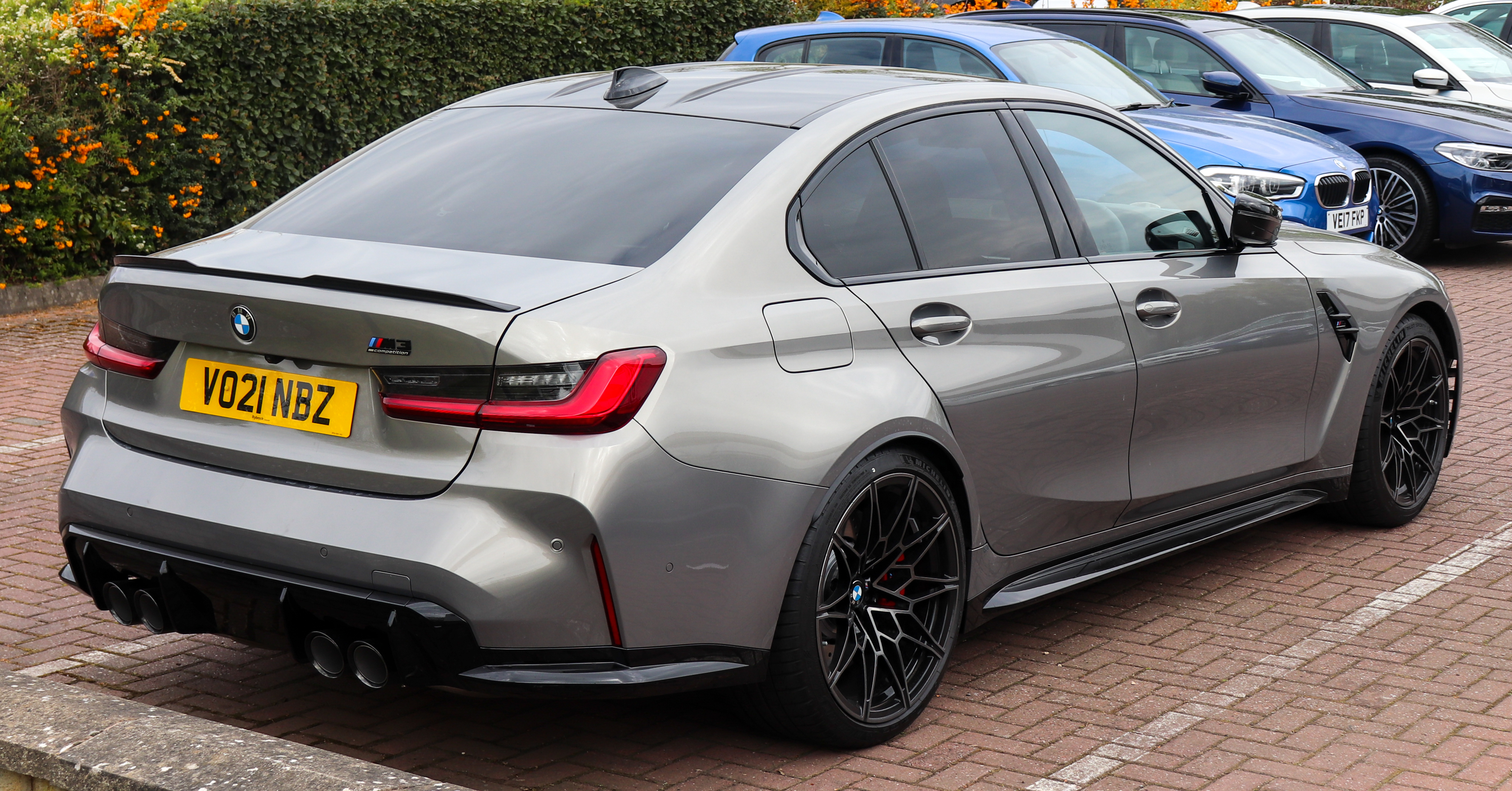
Вид сзади
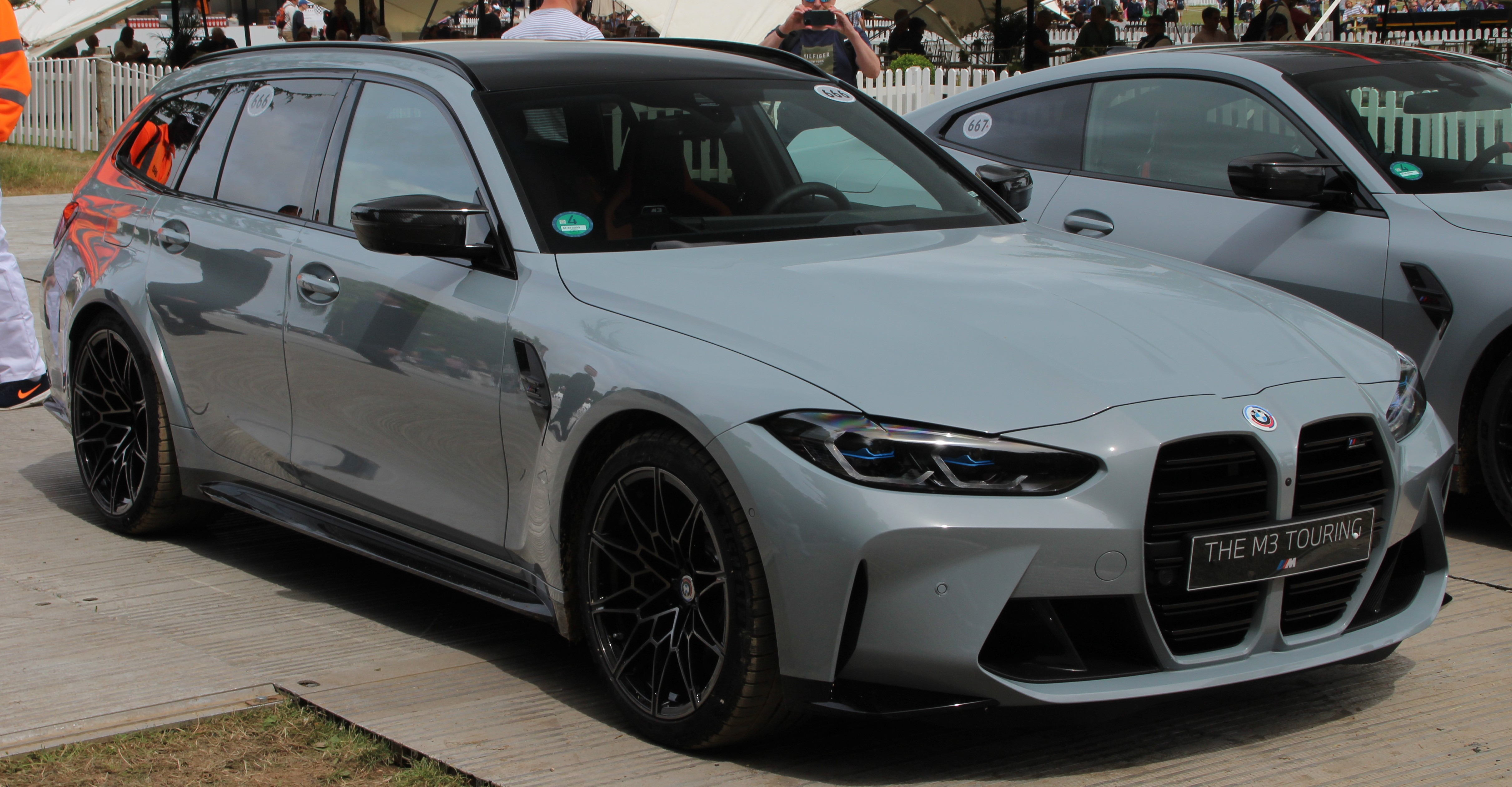
BMW G81 Touring